# Hylobius transversovittatus
Espèce
Hylobius (Callirus) transversovittatus est une petite espèce d'insectes coléoptères de la famille des Curculionidae. Il est originaire de l'Ancien Monde où les adultes et les larves se nourrissent de la salicaire commune (Lythrum salicaria). Cette plante est considérée comme une espèce envahissante en Amérique du Nord et le charançon a été introduit aux États-Unis et au Canada dans un effort de maîtrise de la plante.

## Description
Les adultes sont de couleur brun foncé avec deux lignes transversales irrégulières de touffes de poils blancs. Il mesure environ treize millimètres de long et six millimètres de large et a une tête et un thorax étroits ainsi qu'un proboscis en forme de trompe. Il a les antennes coudées et les pattes rougeâtres. Les œufs sont blancs ou jaune pâle, ovales et éclosent au bout d'environ deux semaines. Les larves sont de couleur crème avec une tête brune et adoptent une forme de croissant.

## Biologie
Au printemps, les adultes sortent du sol ou de la litière de feuilles où ils ont passé l'hiver. Ils se nourrissent des feuilles de salicaire commune et sont surtout nocturnes. Leur présence est attestée par les bords déchiquetés des feuilles causés par leur mastication. Ils sont le plus actifs de juin à août et peuvent vivre plusieurs années. Les femelles pondent environ 200 œufs sur une période de deux à trois mois chacun étant déposé isolément à proximité des racines ou parfois sur la tige de la salicaire. À l'éclosion, les larves nées sur le sol se nourrissent des poils absorbants avant de s'enfoncer dans la racine où elles se nourrissent des tissus au sein de la souche ligneuse. Les larves nées sur la tige creusent des galeries dans la tige et se frayent un chemin jusqu'à la racine. Le développement larvaire peut être interrompu par des périodes d'inondation et ne reprendre que lorsque le niveau d'eau redescend. Les larves subissent deux mues sur une période de une à deux ans avant la nymphose pour laquelle elles creusent une chambre dans la partie supérieure de la racine. Elles muent ensuite deux fois avant de se transformer en pupe. Lorsque la métamorphose est complète, les adultes se creusent un passage vers la sortie et, habituellement, émergent entre juillet et octobre. Ils peuvent passer l'hiver dans l'une des différentes étapes de leur vie : œuf, larve, nymphe ou adulte.

## Espèces hôtes
Il semble être hôte spécifique de la salicaire commune (Lythrum salicaria). Avant d'être introduit en Amérique du Nord, il a été testé sur environ cinquante plants indigènes pour voir si ces derniers étaient sensibles à ses attaques. Parmi eux, seuls le Decodon verticillé (Decodon verticillatus) et Lythrum alatum se sont révélés des hôtes potentiels. On a constaté cependant que si la salicaire commune était disponible, il la préférait aux espèces indigènes et devait être considéré comme n'étant pas une menace pour les autres plantes.

## Utilisation en lutte biologique
La salicaire commune est originaire d'Europe, d'Asie, d'Afrique du Nord et de certaines régions d'Australie. Dans ces pays, un certain nombre d'insectes y sont associés. Il s'agit notamment d’Hylobius transversovittatus dont les adultes mangent le feuillage et les larves mangent la racine de l'intérieur. Lorsque la salicaire commune a été introduite en Amérique du Nord ces insectes n'étaient pas disponibles pour la garder sous contrôle et elle est devenue invasive. On la trouve maintenant dans les grands étendues du Nord-Est américain, du Sud-Est du Canada et du Midwest américain où elle évince d'autres espèces et constitue une menace pour la biodiversité.
Des adultes et leurs œufs ont été mis en place pour tester les sites en Virginie à partir de 1992. L'opération a réussi et six ans après leur introduction, 28 % des racines de la salicaire commune étaient infestés. Les larves ont également été détectées dans les racines à quatre cents mètres en aval du point de rejet. Bien que l'alimentation des adultes ne porte pas préjudice à la plante, les activités des larves, en particulier s'il en existe plusieurs dans les racines, affaiblissent la plante, la rendent plus vulnérables aux conditions défavorables et réduisent la quantité de graines produites.

## Galerie

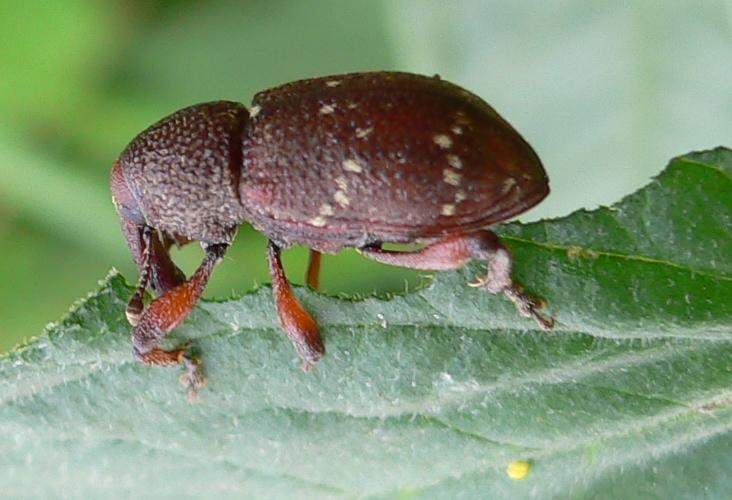
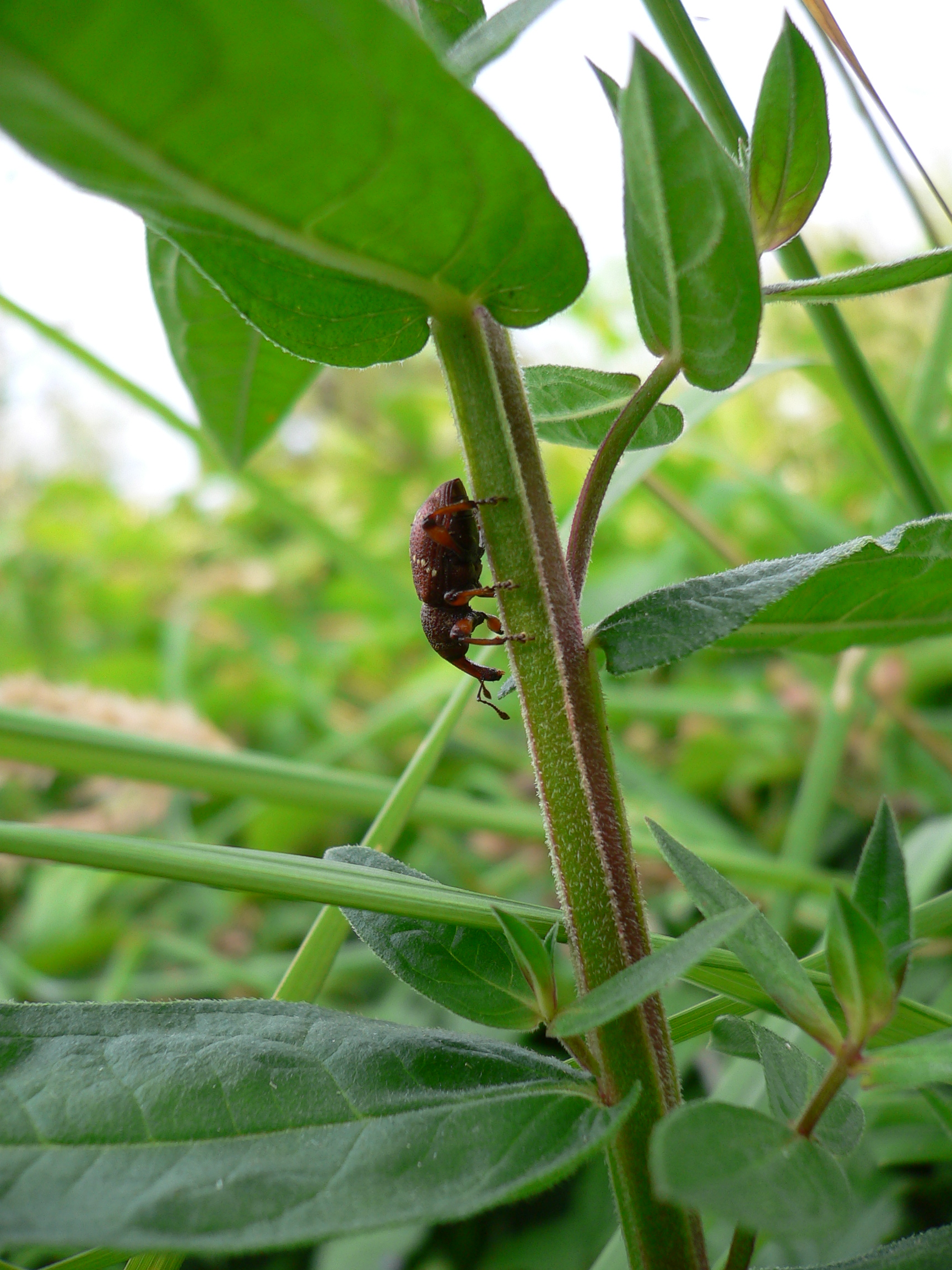